# Alfred Sturtevant
Alfred Sturtevant (Jacksonville, 21 november 1891 - Pasadena, 5 april 1970) was een Amerikaans geneticus. Hij was een leerling en collega van Thomas Hunt Morgan (1866-1945) en onderzocht net als Morgan erfelijkheid bij de bananenvlieg (Drosophila melanogaster). Sturtevant ontdekte dat genen lineair gerangschikt liggen op chromosomen en maakte de eerste kaart van een chromosoom in 1913.

## Biografie
Sturtevant was de jongste in een gezin van zes kinderen. Zijn vader was wiskundeleraar maar verhuisde naar Alabama om een boerderij te beginnen toen zijn zoon zeven jaar oud was. Alfred Sturtevant stelde stambomen op voor de paarden die zijn vader fokte. Hij bezocht een highschool in Mobile. 
In 1908 vertrok hij naar New York om aan de Columbia-universiteit te gaan studeren. Hij trok in bij zijn oudere broer Edgar, die in New York als leraar werkte. Alfred Sturtevant raakte geïnteresseerd in de mendeliaanse genetica, omdat deze veel van de erfelijke kenmerken in de paarden van zijn vader leken te verklaren. Zijn leraar Morgan spoorde hem aan deze overeenkomsten te beschrijven en te publiceren. Sturtevant promoveerde in 1914 onder Morgan.
Daarna bleef Sturtevant als onderzoeker in dienst van het Carnegie Institution for Science onder Morgan aan de Columbia-universiteit werken. De vakgroep deed baanbrekend onderzoek in de genetica, voornamelijk bij bestudering van fruitvliegen (Drosophila).
Sturtevant trouwde in 1922 met Phoebe Curtis Reed. Het paar kreeg drie kinderen, van wie de oudste zoon, William C. Sturtevant (1926-2007) later een bekende antropoloog zou worden. In 1928 werd Sturtevant hoogleraar in de genetica aan het California Institute of Technology in Pasadena (Californië). Aan CalTech was Sturtevant de leider van een nieuwe onderzoeksgroep met bekende genetici als George Wells Beadle, Theodosius Dobzhansky, Sterling Emerson en Jack Schultz. Met Beadle schreef hij een boek over genetica. Voor zijn onderzoek naar de genetica van fruitvliegen en andere organismen ontving hij in 1967 de National Medal of Science.

## Werk
De principes achter erfelijkheid waren al in 1865 gepubliceerd door Gregor Mendel (1822-1884), maar geleerden begonnen het belang van Mendels werk pas rond de eeuwwisseling in te zien. De Duitse bioloog Wilhelm Roux (1850-1924) schreef in 1883 dat erfelijke eigenschappen worden doorgegeven door "eenheden: die zich in de chromosomen bevinden. De Nederlandse geneticus Hugo de Vries (1848-1935) stelde dat deze eenheden, die hij genen noemde, onafhankelijk van elkaar doorgegeven worden, waarmee hij in feite de wetten van Mendel herontdekte.
In 1900 ontdekte Carl Correns dat bepaalde genen vaker samen doorgegeven worden (genkoppeling). Dit is in tegenspraak met Mendels wetten. Thomas Hunt Morgan opperde dat dit veroorzaakt wordt doordat de gekoppelde genen zich op hetzelfde chromosoom bevinden.
Sturtevant schreef in 1913 dat genen lineair achter elkaar gerangschikt liggen op een chromosoom, als kralen in een ketting. Hij ontdekte dat de mate waarin genen gezamenlijk doorgegeven worden afhangt van hun posities (loci). Hij toonde aan dat een gen voor een specifieke eigenschap zich altijd op dezelfde positie (locus) bevindt, en bedacht dat genen die zich dichter bij elkaar bevinden hebben een grotere kans samen doorgegeven te worden tijdens het proces van crossing-over. Hij zag in dat dit principe een manier biedt om de volgorde van genen op een chromosoom vast te stellen en publiceerde de eerste kaart van een chromosoom.
- Bibliothèque nationale de France: cb123735595 (data)
- Author citation (botany): A.H.Sturtev.
- CiNii: DA02966011
- Gemeinsame Normdatei: 174099819
- International Standard Name Identifier: 0000 0001 1037 7969
- Library of Congress Control Number: n87101289
- Nationale Bibliotheek van Tsjechië: mub20231174200
- Nationale Bibliotheek van Israël: 987007594768805171
- Nederlandse Thesaurus van Auteursnamen: 100797954
- SNAC: w6v12k4h
- Système universitaire de documentation: 032771037
- Virtual International Authority File: 9928196
- WorldCat: E39PBJkp8WcYPKGvPgTT7TCCwC